# Kàmenka (Smolensk)
Kàmenka - Каменка (rus) - és un poble de l'óblast de Smolensk, a Rússia, que el 2007 tenia quatre habitants.